# Andrew Francis Dixon
Pour les articles homonymes, voir Dixon.
Andrew Francis Dixon est un anatomiste britannique, né en 1868 à Dublin et mort le 15 janvier 1936 dans cette même ville.

## Biographie
Dans sa fratrie de huit, il faut citer le botaniste Henry Horatio Dixon (1869-1953) et Stephen Dixon, professeur d’ingénierie à l’Imperial College de Kensington. Il se marie avec Margaret Kerr Johnston. Une fille et un fils naîtront de cette union.
Il entre au Trinity College de Dublin en 1885 et suit notamment les cours et l’influence de Daniel John Cunningham (1850-1909) et du révérend Samuel Haughton (1821-1897). En 1893, il obtient son Bachelor of Medecine à l’université de Dublin et devient membre de la Société anatomique. Il part à Leipzig pour suivre les cours de Wilhelm His (1831-1904).
De retour à Dublin en 1894, il devient l’assistant de D.J. Cunningham. En 1897, Dixon obtient la chaire d’anatomie à l’University College de Cardiff. Le départ à Édimbourg de son ami et ancien professeur Cunningham en 1903, permet à Dixon d’obtenir sa chaire d’anatomie à l’université de Dublin, fonction qu’il conservera trente-trois ans. Il s’intéresse particulièrement au zoo de Dublin et y occupera longtemps le poste de secrétaire honoraire.
Dixon fait notamment paraître A Manuel of Human Osteology (1912).

## Sources
- (en) C.M.W., « In Memoriam : Professor Andrew Francis Dixon, M.B., Sc.D. (Dublin) », Journal of Anatomy, vol. 70, no 4,‎ juillet 1936, p. 582-585 (lire en ligne [PDF])
- (en) Allen G. Debus (dir.), World Who’s Who in Science : A Biographical Dictionary of Notable Scientists from Antiquity to the Present, Chicago, Marquis-Who’s Who, xvi + 1855